# Il cuore di Derfel
Il cuore di Derfel è un romanzo di Bernard Cornwell, secondo della serie dei cinque libri de "Il romanzo di Excalibur" che vede come personaggio protagonista Derfel Cadarn.
Il ciclo originariamente si componeva di tre romanzi ma, per ragioni puramente commerciali, in Italia e in lingua italiana è stato suddiviso in cinque titoli, senza continuità di storia ma basandosi semplicemente su un'equa distribuzione del numero di pagine.
Il cuore di Derfel contiene la parte finale di The Winter King e la parte iniziale di Enemy of God.

## Trama
Il romanzo comincia nel punto in cui era terminato "Il re d'inverno":
Al ritorno in Dumnonia, Derfel va in cerca di Nimue che, impazzita, si trovava sull'isola dei morti, luogo dove i pazzi sono esiliati. Dopo il ritrovamento di Nimue partecipò alla disperata battaglia della valle di Lugg che frappose i pochi guerrieri di Artù contro il regno del Powys. Dopo la vittoria in una memorabile battaglia, la principessa Ceinwyn del Powys che era stata promessa in sposa a Lancillotto, con una decisione a sorpresa scelse, invece, Derfel come suo compagno, fuggendo con lui. Merlino li condusse alla ricerca del magico calderone e dei mitici tredici tesori della Britannia.

## Personaggi
- Derfel Cadarn – protagonista e narratore
- Artù – figlio di Uther, protettore di Mordred
- Ginevra – Principessa di Henis Wyren
- Merlino – Signore di Avalon, druido
- Mordred – Re bambino
- Nimue – sacerdotessa, amante di Merlino
- Lancillotto – Principe di Ban
- Ceinwyn – Principessa del Powys e compagna di Derfel

## Edizioni
- Bernard Cornwell, Il cuore di Derfel, traduzione di Gaetano Luigi Staffilano e Riccardo Valla, I Faraoni, Mondadori, marzo 1998,  p. 403, ISBN 9788804452478.
- Bernard Cornwell, Il cuore di Derfel, traduzione di Gaetano Luigi Staffilano e Riccardo Valla, Oscar bestsellers, Mondadori, 8 giugno 1999,  p. 406, ISBN 9788804460107.
- Bernard Cornwell, Il cuore di Derfel, traduzione di Gaetano Luigi Staffilano e Riccardo Valla, La Gaja scienza, Longanesi, 12 aprile 2012,  p. 361, ISBN 9788830432802.
- Bernard Cornwell, Il cuore di Derfel, traduzione di Gaetano Luigi Staffilano e Riccardo Valla, Teadue, TEA, 27 giugno 2013,  p. 360, ISBN 9788850231539.